# 1857
1857 (MDCCCLVII) fue un año común comenzado en jueves según el calendario gregoriano.

## Acontecimientos

### Enero
- 1 de enero: en Chile, entra a regir el nuevo Código Civil de Chile  .
- 3 de enero: en la Iglesia de Saint-Étienne-du-Mont de París (Francia), Marie Dominique Auguste Sibour ―arzobispo de París―, es asesinado de una puñalada en el corazón por Jean-Louis Verger, un sacerdote a quien él había prohibido por proteger a los sacerdotes homosexuales.
- 4 de enero: en Barcelona (Cataluña) se inaugura el trayecto de ferrocarril entre Mataró y Arenys de Mar.
- 9 de enero: en California se registra un fuerte terremoto de 7,9.
- 10 de enero: en Francia, Julio Verne contrae matrimonio con Honorine de Viane Morel.

### Febrero
- 5 de febrero: en México se promulga la Constitución de 1857, de corte liberal.
- 7 y 8 de febrero: cerca de Bushehr (Irán) las tropas británicas derrotan a las iraníes en la batalla de Joshab.
- 22 de febrero: en Alemania se inventa la salchicha Weißwurst.

### Marzo
- 4 de marzo: en Estados Unidos, el demócrata James Buchanan toma posesión como presidente.
- 4 de marzo: en Francia, el Tratado de París decreta el fin de la guerra anglo-persa y el abandono de la reclamación de soberanía iraní sobre la ciudad de Herat.
- 6 de marzo: en los Estados Unidos, la Corte Suprema resuelve el caso Dred Scott contra Sandford, que priva a todo habitante de ascendencia africana ―fuera esclavos o no―, el derecho a la ciudadanía, y le quita al Congreso la autoridad de prohibir la esclavitud en territorios federales del país.
- 7 de marzo: en Juzestán (Irán), tropas británicas toman la ciudad de Mo'ammera (Jorramchar).
- 10 de marzo: los cipayos (soldados indios dirigidos por oficiales británicos), se amotinan en Mirut. El levantamiento, conocido como primera guerra de Independencia india (o «rebelión de los cipayos»), se tradujo en la proclamación de la India como virreinato de la Corona británica.
- 25 de marzo: en los Estados Unidos, Leon Scott patenta el fonoautógrafo, primer invento capaz de registrar sonido.

### Abril
- 1 de abril: en Irán, tropas británicas toman la ciudad de Ahvaz.
- 16 de abril: se otorga escritura pública de constitución del Banco de Bilbao, autorizada por decreto de la Reina Isabel II el 19 de mayo de 1857.
- 18 de abril: en Francia, se publica "El libro de los espíritus" de Allan Kardec

### Mayo
- 24 de mayo: fecha de referencia del primer censo de población realizado en España con características plenamente modernas, que inauguraba la época estadística.
- 26 de mayo: en San Luis (Misuri) el afroestadounidense Dred Scott (hacia 1799-1858) es emancipado por la familia Blow, a pesar de haber perdido un juicio contra la Corte Suprema, que legisló que Scott no podía ser ciudadano debido al color de su piel, y que no podía ser liberado a pesar de haber vivido en estados donde la esclavitud estaba prohibida, ya que sería inconstitucional privar a un blanco de sus bienes incluso cuando saliera de un estado sureño.

### Julio
- 26 de julio: en La Felguera (Asturias) se constituye la fábrica Duro y Compañía (actualmente denominada Duro Felguera), la primera gran siderurgia española.

### Agosto
- 20 de agosto: en España se constituye el Banco Santander.
- 30 de agosto: en Buenos Aires se inaugura el primer ferrocarril de Argentina con la locomotora La Porteña, propiedad de la Sociedad del Camino de Hierro de Buenos Aires al Oeste.

### Septiembre
- 9 de septiembre: en España se instaura la Ley de Instrucción Pública, comúnmente conocida como Ley Moyano y que estuvo vigente hasta 1970.

### Octubre
- 24 de octubre: en Reino Unido se funda el primer club de fútbol de la historia, el Sheffield F. C.

### Diciembre
- 2 de diciembre: la ciudad de Shamakhi ―antigua capital de Azerbaiyán― es borrada del mapa por un terremoto; deja un saldo de un número indeterminado de miles de muertos. La destrucción de la ciudad provoca que el centro gubernamental sea transferido otra vez a Bakú.
- 16 de diciembre: en Nápoles (Italia), un terremoto de 6,9 causa la muerte de más de 11.000 personas.
- 17 de diciembre: en México se inicia la guerra de Reforma (que durará 3 años) entre los liberales y los conservadores.
- 22 de diciembre: en China, fuerzas militares británicas y francesas toman la ciudad de Cantón, que será gobernada hasta 1901 por una comisión anglo-francesa.

### Fechas desconocidas
- En Teherán, el diplomático armenio iraní Mirza Malkom Jan funda la primera logia masónica de Irán, que bautiza faramushjané (en persa ‘casa del olvido’).

## Arte y literatura
- Gustave Flaubert: Madame Bovary.
- Charles Baudelaire: Las flores del mal.

## Deportes
- 24 de octubre: en Sheffield Inglaterra nace el Sheffield Football Club el primer club de fútbol del mundo, fundado por Nathaniel Creswick y William Prest.

## Nacimientos

### Enero
- 15 de enero: Nathaniel Lord Britton, botánico estadounidense (f. 1934).

### Febrero
- 1 de febrero: Vladímir Béjterev, neurofisiólogo y psiquiatra ruso (f. 1927).
- 22 de febrero: Heinrich Rudolf Hertz, físico alemán (f. 1894).
- 22 de febrero: Robert Baden-Powell, militar británico, fundador del Movimiento Scout (f. 1941).

### Marzo
- 7 de marzo: Julius Wagner-Jauregg, médico austríaco, premio nobel de medicina en 1927 (f. 1940).
- 22 de marzo: Paul Doumer, político francés (f. 1932).

### Abril
- 25 de abril: Ruggiero Leoncavallo, compositor italiano (f. 1919).

### Mayo
- 13 de mayo: sir Ronald Ross, médico y entomólogo británico, premio nobel de medicina en 1902 (f. 1932).
- 31 de mayo: Achille Damiano Ambrogio Ratti (Pío XI), papa italiano. (f. 1939).

### Junio
- 2 de junio: Karl Adolph Gjellerup, dramaturgo y novelista danés, premio nobel de literatura en 1917 (f. 1919).
- 2 de junio: sir Edward Elgar, compositor británico. (f. 1934).

### Julio
- 8 de julio: Alfred Binet, psicólogo y pedagogo francés (f. 1911).
- 24 de julio: 
  - Juan Vicente Gómez, militar, político y presidente venezolano (f. 1935).
  - Henrik Pontoppidan, escritor danés, premio nobel de literatura en 1917 (f. 1943).

### Agosto
- 13 de agosto: Daniel Carrión, estudiante peruano, mártir de la Medicina (f. 1885).
- 13 de agosto: Henri Pittier, ingeniero, geógrafo, naturalista y botánico suizo-venezolano (f. 1950).
- 16 de agosto: Aparicio Saravia, político y militar uruguayo (f. 1904)
- 18 de agosto: Eusebius Mandyczewski, compositor y musicólogo austriaco (f. 1929).
- 22 de agosto: Juan Picasso, militar español (f. 1935).

### Septiembre
- 15 de septiembre: William Howard Taft, político estadounidense y 27.º presidente desde 1909 hasta 1913 (f. 1930).
- 17 de septiembre: Konstantín Tsiolkovski, físico ruso (f. 1935).

### Octubre
- 31 de octubre: Axel Munthe médico y escritor sueco (f. 1949).

### Noviembre
- 22 de noviembre: George Gissing, escritor inglés (f. 1903).
- 26 de noviembre: Ferdinand de Saussure, lingüista suizo (f. 1913).
- 27 de noviembre: Charles Scott Sherrington, fisiólogo británico, premio nobel de medicina en 1932 (f. 1952).
- 28 de noviembre: Alfonso XII, rey de España entre 1874 y 1885 (f. 1885).

### Diciembre
- 3 de diciembre: Joseph Conrad, escritor británico de origen polaco (f. 1924).
- 3 de diciembre: Salvador Rueda, periodista y poeta español. (f. 1934).
- 15 de diciembre: Julio Popper, ingeniero, explorador y genocida judío rumano nacionalizado argentino (f. 1893).

### Sin fecha conocida
- Juana Whitney, profesora y activista feminista (f. 1945).

## Fallecimientos

### Enero
- 5 de enero: Gregorio Aráoz de Lamadrid (61), líder unitario y militar argentino (n. 1795).

### Marzo
- 3 de marzo: Guillermo Brown almirante irlandés nacionalizado argentino de la fuerza naval de la Argentina (n. 1777)
- 9 de marzo: Domingo Savio (14), joven religioso italiano, discípulo de Don Bosco (n. 1842).
- 11 de marzo: Manuel José Quintana, poeta español (n. 1772).

### Abril
- 3 de abril: Federico Roncali, militar español, presidente del Consejo de Ministros (n. 1809).
- 9 de abril: Antonio María Esquivel, pintor español (n. 1806).

### Mayo
- 2 de mayo: Alfred de Musset, escritor francés (n. 1810).
- 29 de mayo: Sofía Federica de Austria, hija de Sissi y el emperador Francisco José de Austria. (n. 1855).

### Julio
- 15 de julio: Carl Czerny, compositor y pianista austriaco (n. 1791).

### Agosto
- 20 de agosto: Vicente Anastasio Echevarría, armador y militar argentino (n. 1768).

### Septiembre
- 5 de septiembre: Auguste Comte, filósofo francés (n. 1798).

### Noviembre
- 12 de noviembre: Manuel Oribe, presidente y líder político uruguayo (n. 1792).
- 26 de noviembre: Joseph von Eichendorff, poeta y novelista alemán.